# Dichelyne pomadasysi
Dichelyne pomadasysi is een rondwormensoort uit de familie van de Cucullanidae. De wetenschappelijke naam van de soort is voor het eerst geldig gepubliceerd in 1981 door Vassilaides & Petter.